# Escola Estadual Eugênio Franco
A Escola Estadual Eugênio Franco está localizada à Rua José Bonifácio, n° 675, na cidade de São Carlos (São Paulo). É tombado em nível municipal (FPMSC) e estadual (CONDEPHAAT).

## Histórico
| “ | Em estilo eclético típico da República Velha, foi concebido para abrigar uma escola complementar, que formaria professores. As obras iniciadas em 1906 foram concluídas em 1909, porém o projeto de instalação da escola nunca se efetivou. | ” |
|   | |   |

Abrigou, a partir de 1911, a Escola Normal Secundária e, após a 1916, uma escola modelo. Em 1919, foi denominada Segundo Grupo Escolar, recebendo seu nome atual mais tarde, como homenagem a um político local.
O Ecletismo chegou à cidade de São Carlos por conta da riqueza advinda do período cafeeiro e pela construção da ferrovia, a partir de 1884. Foi um período de expansão urbana do município. Além disso, grande número de trabalhadores imigrantes traziam consigo conhecimento de métodos construtivos europeus, que foram sendo incorporados às práticas construtivas locais. Construções em estilo Eclético eram símbolo de status social.
A edificação localiza-se na Poligonal Histórica, no trecho C, na quadra 47, com fachada principal a Sul, largura de 90 m e comprimento de 44,50 m. Em geral, a edificação encontra-se em bom estado de conservação e bem preservada (Condição de Preservação). Construída em 1909, em estilo Eclético, para uso Educacional e Atividade Escolar.

## Patrimônio tombado
Entre 2002 e 2003, a Fundação Pró-Memória de São Carlos (FPMSC), órgão da prefeitura, fez um primeiro levantamento (não-publicado) dos "imóveis de interesse histórico" (IDIH) da cidade de São Carlos, abrangendo cerca de 160 quarteirões, tendo sido analisados mais de 3 mil imóveis. Destes, 1.410 possuíam arquitetura original do final do século XIX. Entre estes, 150 conservavam suas características originais, 479 tinham alterações significativas, e 817 estavam bastante descaracterizados. O nome das categorias das edificações constantes na lista alterou-se ao longo dos anos.

A edificação de que trata este verbete consta como "Edifício tombado" (categoria 1) no inventário de bens patrimoniais do município de São Carlos, publicado em 2021 pela Fundação Pró-Memória de São Carlos (FPMSC), órgão público municipal responsável por "preservar e difundir o patrimônio histórico e cultural do Município de São Carlos". A referida designação de patrimônio foi publicada no Diário Oficial do Município de São Carlos nº 1722, de 09 de março de 2021, nas páginas 10 e 11. De modo que consta da poligonal histórica delimitada pela referida Fundação, que "compreende a malha urbana de São Carlos da década de 40". A poligonal é apresentada em mapa publicado em seu site, onde há a indicação de bens em processo de tombamento ou já tombados pelo Condephaat (órgão estadual), bens tombados na esfera municipal e imóveis protegidos pela municipalidade (FPMSC).
| “ | Categoria 1: são edificações tombadas em quaisquer níveis (municipal, estadual ou federal) e inscritas no Inventário de Bens Patrimoniais do Município, sendo proibida a demolição e permitidas ou não reformas, desde que seguidas as orientações específicas do processo de tombamento e da aprovação do projeto pela Prefeitura Municipal, pela entidade e conselho municipal de defesa do patrimônio, e demais órgãos competentes, federais, estaduais e/ou municipais. | ” |
|   | |   |

#### Tombado por:[12]
- CONDEPHAAT – Conselho de Defesa do Patrimônio Histórico, Arqueológico, Artístico e Turístico
  - Processo de Tombamento: Processo de Tombamento n° 25013/86
  - Resolução de Tombamento: Decreto de Tombamento n° SC-48, de 19/12/2019 – publicada no DOE de 21/12/2019, p. 80 e 84